# Восход (Чечня)
Восхо́д (чечен. Восход) — посёлок в Шелковском районе Чеченской Республики. Входит в Сары-Суйское сельское поселение.

## География
Расположен восточнее оросительного канала Сулла-Чубутла.
Ближайшие населённые пункты: на юге — посёлок Мирный, на востоке — село Сары-Су, на северо-востоке — село Степное (Кизлярский район Дагестана).

## История

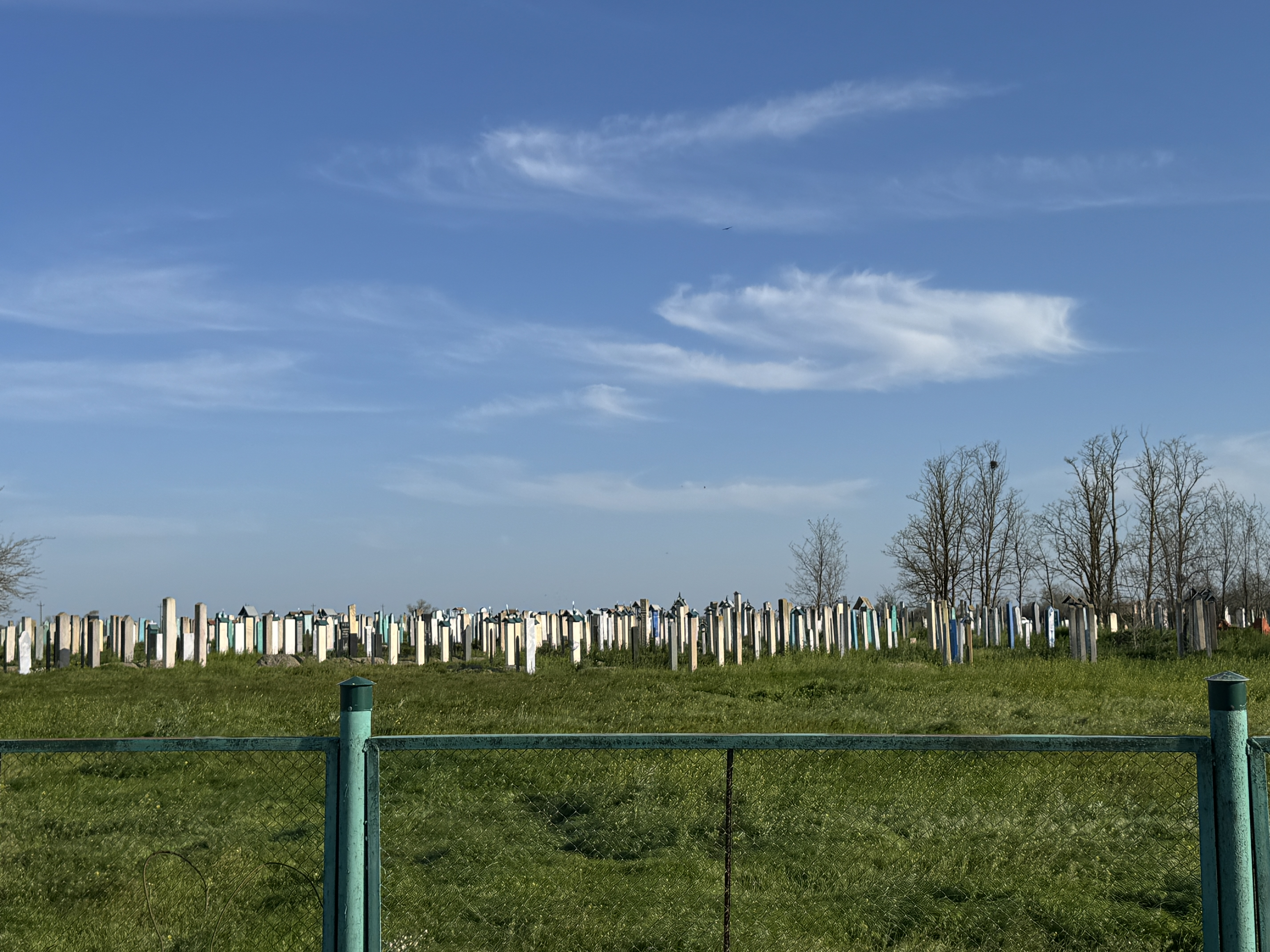
Чеченское кладбище в селе Восход

В 2009—2010 годах в посёлке была построена мечеть.

## Население
| 2010 |
| ---- |
| 206  |

По данным Всероссийской переписи населения 2010 года, 100 % населения посёлка составляют чеченцы.